# 容量因數

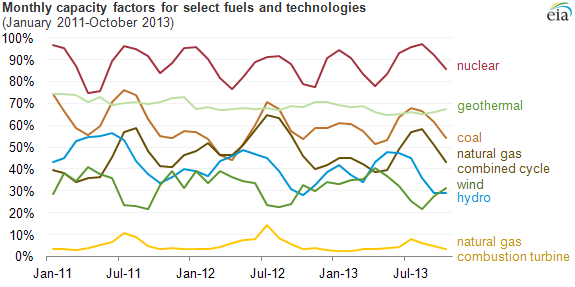
美國能源資訊署 2011-2013

容量因數（英語：Capacity factor），又稱設備利用率，是發電廠的平均發電量除以額定容量，介乎0到1。不同類型發電廠的容量因數會有很大差異。
一般而言，核電廠通常24小時以滿載額定容量運行，容量因數接近1。停機維修時，容量因數便是0。
再生能源的容量因數則會受天氣影響。在夏季，水電廠平均發電量會較高，容量因數便較高。
如果發電廠以較高的容量因數運作，其發電平均成本會較低。因為可以攤薄固定成本，如投資發電機及租地的支出，令電力公司可以賺取更大利潤。因此，一些電力公司會提供累退式的收費，用電量愈多，電費愈平宜，吸引工廠使用更多電力。